# Michiko
Michiko (japanska: 皇后美智子 Kōgō Michiko), född som Michiko Shōda (正田 美智子 Shōda Michiko) den 20 oktober 1934 i Tokyo, är gift med den före detta japanske kejsaren Akihito och var sålunda Japans kejsarinna från hans trontillträde 1989 till hans abdikation 2019.

## Biografi
Michiko är dotter till en av Japans rikaste affärsmän, Hidesaburo Shoda, ägare till mjölföretaget Nissin. Hon träffade Akihito, som då var kronprins, på en privat tennisklubb 1957. Bröllopet ägde rum 10 april 1959. Hon är den första ofrälse som gift sig med en japansk prins. Tillsammans har paret tre barn.

## Barn
- Kejsar Naruhito (född 23 februari 1960)
- Prins Fumihito (född 30 november 1965)
- Prinsessan Sayako (född 18 april 1969)

## Galleri

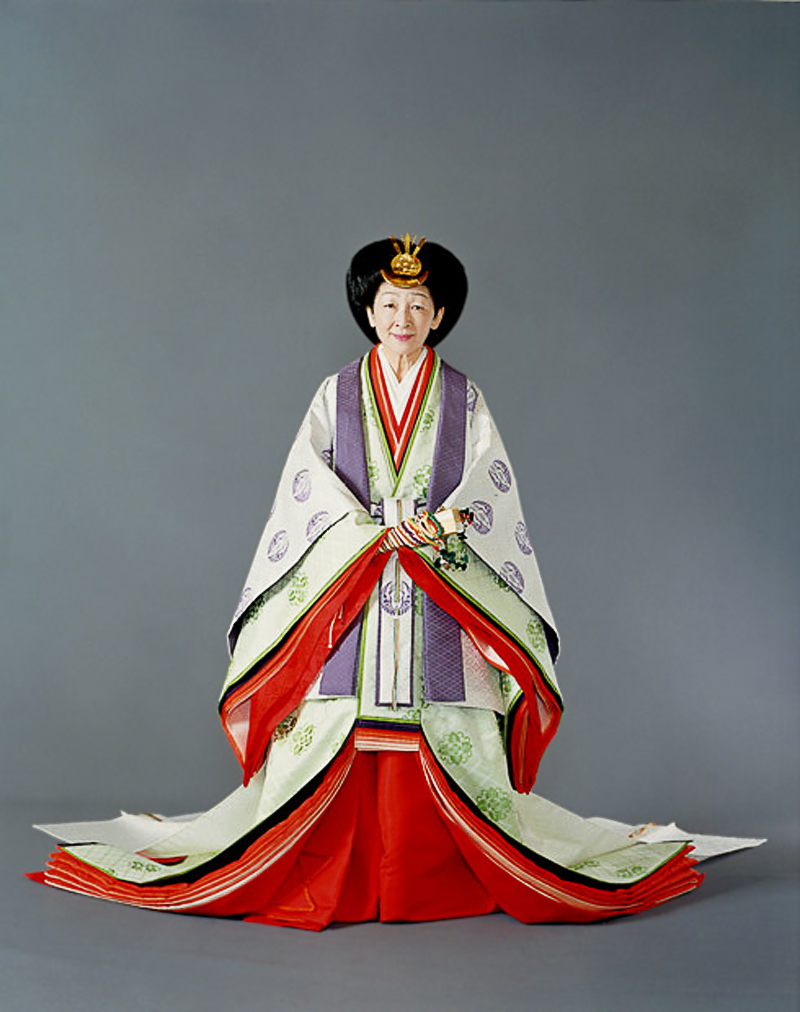
Kejsarinnan Michiko (1990)

## Källhänvisningar
1. ↑   Akihito i Nationalencyklopedins nätupplaga. Läst 13 februari 2015.